# Шумилова, Людмила Васильевна
Людмила Васильевна Шумилова (1 июля [14 июля] 1901 года—1975 год) — советский и российский учёный-геоботаник и болотовед, педагог, доктор биологических наук (1964), профессор (1966). Действительный член Всесоюзного ботанического общества (с 1952 года).

## Биография
Родилась 1 июля [14 июля] 1901 года в Выборгской губернии в семье преподавателя.
С 1923 по 1928 год обучалась на биологическом отделении физико-математического факультета Томского государственного университета. С 1928 по 1930 год работала в Московском торфяном институте в должности научного сотрудника, под руководством профессора В. С. Доктуровского занималась вопросами в области болотоведения. 
С 1930 года работала в Томском  государственном университете в должностях: доцента кафедры геоботаники и руководитель аспирантуры института. С 1931 года — доцент по кафедре  геоботаники биологического факультета. Одновременно занималась и научной деятельностью: с 1935 по 1941 год — старший научный сотрудник НИИ биологии при ТГУ и с 1944 по 1947 год — заведующая отделом сибирской растительности Сибирского ботанического сада. С 1937 по 1951 года — заведующая кафедрой геоботаники и с 1951 по 1975 год — заведующая кафедрой ботаники. С 1948 по 1949 год — декан биологического и биолого-почвенного факультета Томского государственного университета.

## Научно-педагогическая деятельность
Основная научно-педагогическая деятельность Л. В. Шумиловой связана с вопросами в области изучения растительности Крайнего Севера. В ТГУ читала курсы лекций по темам: «Геоботаника», «Общая биология», «Общая ботаника», «Ботаническая география Сибири», «Методика геоботанических исследований», «Методика естественно-исторического районирования», «Растительность полярных областей», «Тундроведение», «Болотоведение», «Эволюционное учение», «Экология растений», «Фитоценология», «Фитогеография», «Фитоценозы земного шара». 
В 1945 году Л. В. Шумилова была утверждена в учёной степени кандидат биологических наук по теме: «Естественно-историческое районирование севера Красноярского края», в 1969 году — доктор биологических наук по её монографии «Ботаническая география Сибири». В 1933 году приказом ВАК ей было присвоено учёное звание  доцент, в 1966 году — профессор по кафедре ботаники.
Действительный член Всесоюзного ботанического общества (с 1952 года). Член Научного совета Сибирского ботанического сада и член Учёного совета ТГУ. Л. В. Шумилова являлась автором более сорока научных трудов, в том числе многочисленных монографий.
Скончалась 29 сентября 1975 года в Томске.

## Награды
- Орден Ленина (1953)[1]